# Angelo Vier
Angelo Vier (né le 23 avril 1972 à Berlin-Est (à l'époque en RDA) en Allemagne) est un joueur de football allemand.

## Palmarès
- Meilleur buteur du championnat d'Allemagne de football D2 (2):
  - 1997, 1998